# 6 Day Bike Rider
6 Day Bike Rider is een Amerikaanse filmkomedie uit 1934 onder regie van Lloyd Bacon. Destijds werd de film in Nederland uitgebracht onder de titel De zesdaagse.

## Verhaal
Het vriendinnetje van Wilfred Simpson is ervandoor gegaan met de wielrenner Harry St. Clair. Om haar terug te winnen schrijft hij zich samen met Clinton Hemmings in voor een zesdaagse wielerwedstrijd. Ze nemen ook een baan aan als fietskoeriers om te oefenen. De zaken lopen mis, wanneer Wilfred een bericht moet overmaken aan Harry.

## Rolverdeling
| Acteur            | Personage        |
| ----------------- | ---------------- |
| Joe E. Brown      | Wilfred Simpson  |
| Maxine Doyle      | Phyllis Jenkins  |
| Frank McHugh      | Clinton Hemmings |
| Gordon Westcott   | Harry St. Clair  |
| Arthur Aylesworth | Kolonel Jenkins  |
| Lottie Williams   | Mevrouw Jenkins  |
| Dorothy Christy   | Mabel St. Clair  |
| Lloyd Neal        | Oom Ezra         |
| William Granger   | Pa O'Hara        |